# الانتخابات الرئاسية الجزائرية 1999

## 1999
كانت نسبة الناخبين 60.25% من إجمالي المسجلين. وكانت نتيجة الانتخابات كالتالي:
| اسم المرشح           | الحزب                 | نسبة أصوات الناخبين |
| -------------------- | --------------------- | ------------------- |
| عبد العزيز بوتفليقة  | مرشح حر               | 73.79%              |
| أحمد طالب الإبراهيمي |                       | 12.53%              |
| عبد الله جاب الله    | حركة الإصلاح الوطني   | 3.95%               |
| حسين آيت أحمد        | جبهة القوى الاشتراكية | 3.17%               |
| مولود حمروش          |                       | 3.00%               |
| مقداد سيفي           |                       | 2.24%               |
| يوسف الخطيب          |                       | 1.22%               |

وقد كان المرشحين عدى بوتفليقة قد اتهموا الحكومة بالتزوير وذلك قبل الانتخابات، وأعلنوا انسحابهم عشية يوم الانتخابات.